# Nueva Zelanda en los Juegos Mundiales de Breslavia 2017
Nueva Zelanda fue uno de los 102 países que participaron en los Juegos Mundiales de 2017 celebrados en Breslavia, Polonia.
La delegación neozelandesa estuvo compuesta por un total de 38 atletas, 20 hombres y 18 mujeres, que terminaron la competencia con un total de dos medallas de bronce, con lo que ocuparon la posición 56 del medallero general.
Nueva Zelanda tuvo un severo descenso en su desempeño respecto a lo ocurrido en los Juegos Mundiales de 2013, donde habían obtenido nueve medallas de oro y competido en la parte alta del medallero.
| Oro | Plata | Bronce |
| --- | ----- | ------ |
| 0   | 0     | 2      |

## Delegación

### Billar
| Femenil                 |      |                                  |       |               |           |           |           |           |           |           |           |           |
| Molrudee Kasemchaiyanan | Pool | # Chezka Centeno                 | 2:9   | Eliminada     | Eliminada | Eliminada | Eliminada | Eliminada | Eliminada | Eliminada | Eliminada | Eliminada |
| Varonil                 |      |                                  |       |               |           |           |           |           |           |           |           |           |
| Matthew Edwards         | Pool | # Ruslan Jurjewitsch Tschinachow | 11:10 | # Jayson Shaw | 5:11      | Eliminado | Eliminado | Eliminado | Eliminado | Eliminado | Eliminado | Eliminado |

### Deportes aéreos
| Atleta        | Categoría                      | Ronda 1 | Ronda 2 | Ronda 3 | Ronda 4 | Ronda 5 | Ronda 6 | Ronda 7 | Ronda 8 | Ronda 9 | Ronda 10 | Ronda 11 | Ronda 12 | Puntuación total | posición |
| ------------- | ------------------------------ | ------- | ------- | ------- | ------- | ------- | ------- | ------- | ------- | ------- | -------- | -------- | -------- | ---------------- | -------- |
| Mixto         |                                |         |         |         |         |         |         |         |         |         |          |          |          |                  |          |
| Chris Stewart | Paracaidismo - Canopy Piloting | 9       | 11      | 16      | 21      | 4       | 28      | 21      | 26      | 8       | 32       | 35       | 16       | 227.000          | 18       |

### Gimnasia

#### Trampolín
La gimnasta de 19 años, Bronwyn Dibb se convirtió en la primera mujer de su país que participa en el Trampolín en la historia de los Juegos Mundiales.
| Femenil      |                      |        |   |        |   |   |
| Bronwyn Dibb | Mini trampolín doble | 69.100 | 1 | 69.700 | 4 | 4 |

### Karate
| Atleta            | Categoría   | Combate 1          | Combate 1 | Combate 2         | Combate 2 | Combate 3        | Combate 3 | Semifinal | Semifinal | Final     | Final     | Posición  |
| Atleta            | Categoría   | Oponente           | Resultado | Oponente          | Resultado | Oponente         | Resultado | Oponente  | Resultado | Oponente  | Resultado | Posición  |
| ----------------- | ----------- | ------------------ | --------- | ----------------- | --------- | ---------------- | --------- | --------- | --------- | --------- | --------- | --------- |
| Femenino          |             |                    |           |                   |           |                  |           |           |           |           |           |           |
| Alexandrea Anacan | Kata        | # Olga Chmielewska | 4:1       | # Sandy Scordo    | 0:5       | # Sakura Kokumai | 0:5       | eliminada | eliminada | eliminada | eliminada | eliminada |
| Amy Thomason      | Kumite 68kg | # Lamya Matoub     | 0:3       | # Alisa Buchinger | 0:2       | # Kamila Warda   | 4:7       | eliminada | eliminada | eliminada | eliminada | eliminada |

### Kayak polo
| Categoría                    | Femenil                                                                                              | Varonil                                                                                            |
| ---------------------------- | --- | -------------------------------------------------------------------------------------------------- |
| Plantel                      | Julie Bolton Jordan Housiaux Kate Bolton Olivia Spencer-Bower Gemma Potaka Erin Bolton Paris Pidduck | Nevan Hadley Alex Lowen Conor Sellwood Carl Duncan Matt Keong Jed Graham James Mitchell Sam Hapeta |
| Fase de grupos               | # 4:1 # 7:2 # 2:2 # 4:1 # 3:2 # 7:5                                                                  | # 4:8 # 4:7 # 3:2 # 5:6 # 3:5 # 8:1                                                                |
| Semifinal                    | # 1:6                                                                                                | eliminados                                                                                         |
| Partido por el tercer puesto | # 3:4                                                                                                | eliminados                                                                                         |
| Partido por el quinto puesto | – | # 6:4                                                                                              |
| Posición                     | 4 | 5                                                                                                  |

### Muay thai
| Varonil          |       |                |                                                                  |           |           |           |           |           |
| Silapa Halangahu | 91 kg | # Jakob Styben | 0:0 Combate detenido en el primer asalto por clara superioridad. | eliminado | eliminado | eliminado | eliminado | eliminado |

### Orientación
| Femenil                                                   |                 |              |    |
| Laura Robertson                                           | Sprint          | 15:09,20 min | 11 |
| Kate Morrison                                             | Sprint          | 17:53,30 min | 33 |
| Laura Robertson                                           | Media distancia | 44:17,00 min | 27 |
| Kate Morrison                                             | Media distancia | 44:57,00 min | 29 |
| Masculino                                                 |                 |              |    |
| Tim Robertson                                             | Sprint          | 15:37,60 min | 15 |
| Ross Morrison                                             | Sprint          | 16:44,20 min | 34 |
| Tim Robertson                                             | Media distancia | 42:07,00 min | 30 |
| Ross Morrison                                             | Media distancia | 43:19,00 min | 32 |
| Mixto                                                     |                 |              |    |
| Laura Robertson Kate Morrison Tim Robertson Ross Morrison | Relevos mixtos  | 1:07:57 h    | 12 |

### Patinaje sobre ruedas

#### Pista
| Varonil       |                                |              |    |              |           |               |           |                   |
| Antony Nalder | 500 m Sprint                   | 43,160       | 3  | eliminado    | eliminado | eliminado     | eliminado | eliminado         |
| Peter Michael | 1000 m Sprint                  | 1:23,090 min | 6  | 1:22,179 min | 1         | 1:25,684 min  | 7         | 7                 |
| Antony Nalder | 1000 m Sprint                  | 1:25,148 min | 18 | eliminado    | eliminado | eliminado     | eliminado | eliminado         |
| Peter Michael | 10000 m eliminación por puntos | –            | –  | –            | –         | 0 Puntos      | 11        | 11                |
| Antony Nalder | 10000 m eliminación por puntos | –            | –  | –            | –         | 0 Puntos      | eliminado | eliminado         |
| Peter Michael | 15000 m eliminación            | –            | –  | –            | –         | 23:25,506 min | 3         | Medalla de bronce |
| Antony Nalder | 15000 m eliminación            | –            | –  | –            | –         | eliminado     | eliminado | eliminado         |

#### Calle
| Atleta        | Categoría                      | Clasificación | Clasificación | Cuartos de final | Cuartos de final | Semifinal | Semifinal | Final         | Final     | Posición  |
| Atleta        | Categoría                      | Tiempo        | Posición      | Tiempo           | Posición         | Tiempo    | Posición  | Tiempo/Puntos | Posición  | Posición  |
| ------------- | ------------------------------ | ------------- | ------------- | ---------------- | ---------------- | --------- | --------- | ------------- | --------- | --------- |
| Varonil       |                                |               |               |                  |                  |           |           |               |           |           |
| Peter Michael | 500 m Sprint                   | no inició     | no inició     | no inició        | no inició        | no inició | no inició | no inició     | no inició | no inició |
| Antony Nalder | 500 m Sprint                   | 47,265 s      | 3             | eliminado        | eliminado        | eliminado | eliminado | eliminado     | eliminado | eliminado |
| Peter Michael | 10000 m eliminación por puntos | –             | –             | –                | –                | –         | –         | 4 Puntos      | 6         | 6         |
| Antony Nalder | 10000 m eliminación por puntos | –             | –             | –                | –                | –         | –         | 0 Puntos      | eliminado | eliminado |
| Peter Michael | 20000 m eliminación            | –             | –             | –                | –                | –         | –         | 28:31,813 min | 5         | 5         |
| Antony Nalder | 20000 m eliminación            | –             | –             | –                | –                | –         | –         | eliminado     | eliminado | eliminado |

### Salvamento
| Atleta                                                  | Categoría                         | Preliminares | Preliminares | Final         | Final         | Posición          |
| Atleta                                                  | Categoría                         | Tiempo       | Posición     | Tiempo        | Posición      | Posición          |
| ------------------------------------------------------- | --------------------------------- | ------------ | ------------ | ------------- | ------------- | ----------------- |
| Femenil                                                 |                                   |              |              |               |               |                   |
| Carina Doyle                                            | 50 m cargando maniquí             | 37,14 s      | 14           | eliminada     | eliminada     | eliminada         |
| Olivia Corrin                                           | 50 m cargando maniquí             | 39,71 s      | 19           | eliminada     | eliminada     | eliminada         |
| Natalie Peat                                            | 100 m con aletas cargando maniquí | 54,54 s      | 7            | 54,49 s       | 7             | 7                 |
| Ella Drinnan                                            | 100 m con aletas cargando maniquí | 58,55 s      | 16           | eliminada     | eliminada     | eliminada         |
| Natalie Peat                                            | 100 m con aletas jalando maniquí  | 1:01,33 min  | 3            | 1:01,74 min   | 7             | 7                 |
| Madison Kidd                                            | 100 m con aletas jalando maniquí  | 1:03,13 min  | 9            | eliminada     | eliminada     | eliminada         |
| Carina Doyle                                            | 200 m con obstáculos              | 2:12,07 min  | 6            | 2:11,35 min   | 6             | 6                 |
| Olivia Corrin                                           | 200 m con obstáculos              | 2:14,35 min  | 12           | eliminada     | eliminada     | eliminada         |
| Carina Doyle                                            | 200 m Súper salvavidas            | 2:27,87 min  | 5            | descalificada | descalificada | descalificada     |
| Natalie Peat                                            | 200 m Súper salvavidas            | 2:28,80 min  | 6            | 2:32,08 min   | 5             | 5                 |
| Carina Doyle Olivia Corrin Natalie Peat Ella Dinnan     | Relevos 4 x 25 m con maniquí      | 1:31,48 min  | 9            | eliminadas    | eliminadas    | eliminadas        |
| Carina Doyle Olivia Corrin Natalie Peat Ella Dinnan     | Relevos 4 × 50 m con obstáculos   | 1:56,72 min  | 8            | 1:55,67 min   | 8             | 8                 |
| Carina Doyle Olivia Corrin Natalie Peat Madison Kidd    | Relevos 4 × 50 m combinados       | 1:45,29 min  | 6            | 1:44,81 min   | 5             | 5                 |
| Varonil                                                 |                                   |              |              |               |               |                   |
| Steven Kent                                             | 50 m cargando maniquí             | 30,19 s      | 7            | 29,85 s       | 5             | 5                 |
| Jacob Hales                                             | 50 m cargando maniquí             | 32,96 s      | 19           | eliminado     | eliminado     | eliminado         |
| Steven Kent                                             | 100 m con aletas cargando maniquí | 47,01 s      | 5            | 46,63 s       | 6             | 6                 |
| Jacob Hales                                             | 100 m con aletas cargando maniquí | 49,13 s      | 14           | eliminado     | eliminado     | eliminado         |
| Steven Kent                                             | 100 m con aletas jalando maniquí  | 53,48 s      | 5            | 51,87 s       | 4             | 4                 |
| Andrew Trembath                                         | 100 m con aletas jalando maniquí  | 56,16 s      | 10           | eliminado     | eliminado     | eliminado         |
| Steven Kent                                             | 200 m con obstáculos              | 1:56,95 min  | 2            | 1:55,21 min   | 3             | Medalla de bronce |
| Andrew Trembath                                         | 200 m con obstáculos              | 1:59,06 min  | 8            | 1:59,67 min   | 6             | 6                 |
| Adam Simpson                                            | 200 m Súper salvavidas            | 2:13,10 min  | 8            | 2:19,49 min   | 8             | 8                 |
| Andrew Trembath                                         | 200 m Súper salvavidas            | 2:13,17 min  | 9            | eliminado     | eliminado     | eliminado         |
| Steven Kent Andrew Trembath Oscar Williams Jacob Hales  | Relevos 4 x 25 m con maniquí      | 1:11,08 min  | 9            | eliminados    | eliminados    | eliminados        |
| Adam Simpson Andrew Trembath Oscar Williams Jacob Hales | Relevos 4 × 50 m con obstáculos   | 1:42,68 min  | 7            | 1:43,51 min   | 8             | 8                 |
| Adam Simpson Andrew Trembath Oscar Williams Jacob Hales | Relevos 4 × 50 m combinado        | 1:33:54 min  | 7            | 1:33,76 min   | 8             | 8                 |